# Amarylka
Amarylka (Amaryllis), česky též amarylis nebo zornice (starším názvem i zovnice), je rod rostlin z čeledi amarylkovité. Zahrnuje pouze dva druhy, které jsou oba endemity Jihoafrické republiky. Jsou to vytrvalé, sezónně zatahující cibuloviny s nápadnými květy na dlouhém stvolu. Plodem je tobolka. Rostliny obsahují účinné alkaloidy a jsou jedovaté.
Amarylka Amaryllis belladonna je pěstována v různých kultivarech jako okrasná cibulovina. Mnohem častěji se ovšem pod názvem Amaryllis nabízejí různé okrasné kultivary podobného amerického rodu hvězdník (Hippeastrum).

## Popis
Amarylky jsou vytrvalé, vzrůstné, sezónně zatahující cibuloviny. Listy jsou řemenovité, se střední žilkou, uspořádané v přízemní růžici, která je v době květu zaschlá. Cibule jsou robustní. Květy jsou dvoustranně souměrné, oboupohlavné, uspořádané v nepravém okolíku. Květenství spočívá na tuhém, vzpřímeném, za plodu se prodlužujícím stvolu a je podepřené 2 brzy opadávajícími listeny. Okvětí je rozestálé, složené ze 6 volných plátků ve dvou kruzích, bez okvětní trubky. Tyčinek je 6, na bázi jsou velmi krátce srostlé a shloučené nad spodním okvětním lístkem. Čnělka je dlouhá, prohnutá, zakončená trojlaločnou bliznou. Semeník je srostlý ze 3 plodolistů. V každé komůrce je 4 až 8 vajíček. Plodem je tenkostěnná, papírovitá tobolka pukající 3 chlopněmi a obsahující zploštěle kulovitá, bílá nebo růžová, dužnatá, asi 15 mm dlouhá semena.

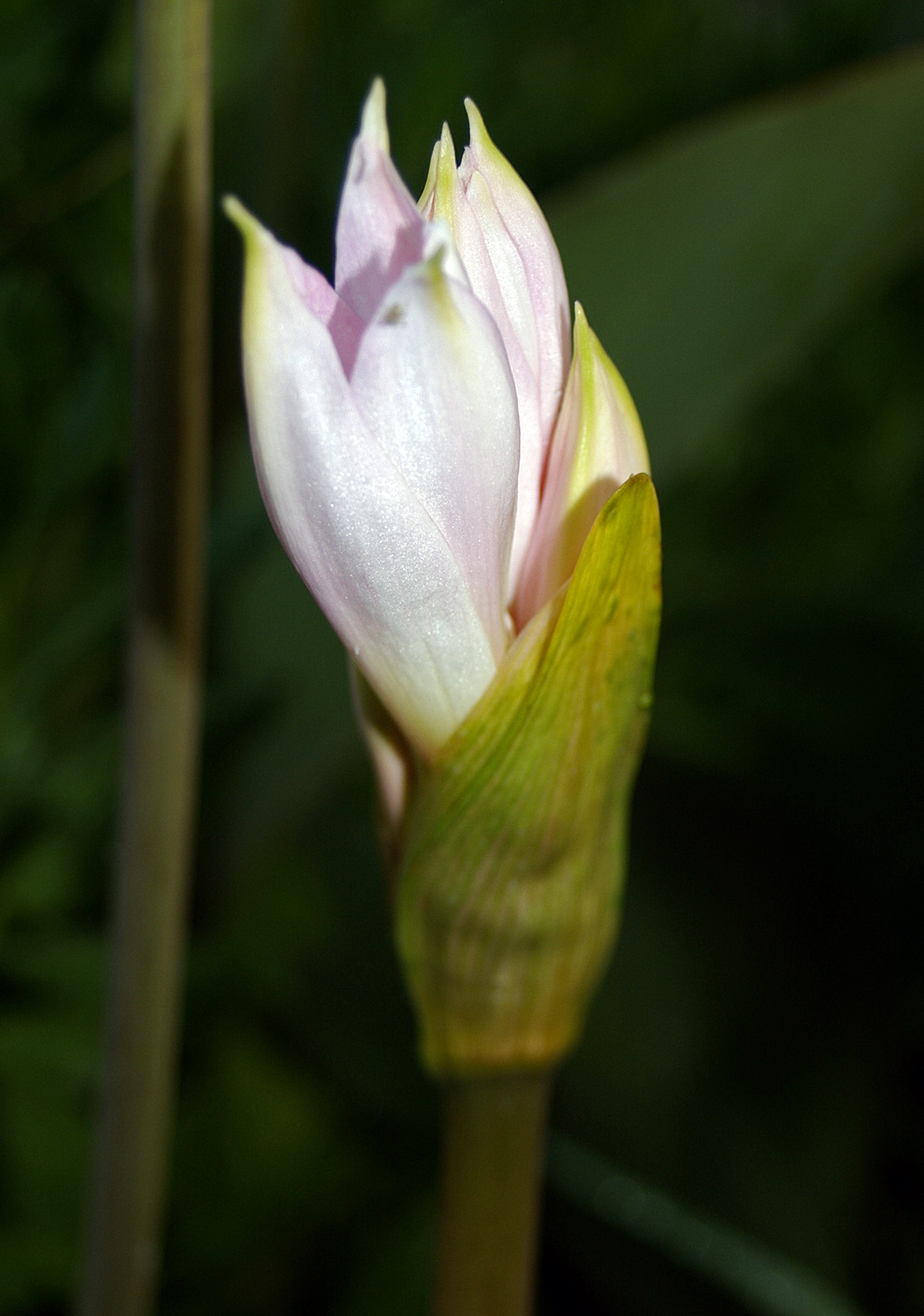
Nakvétající květenství Amaryllis belladonna
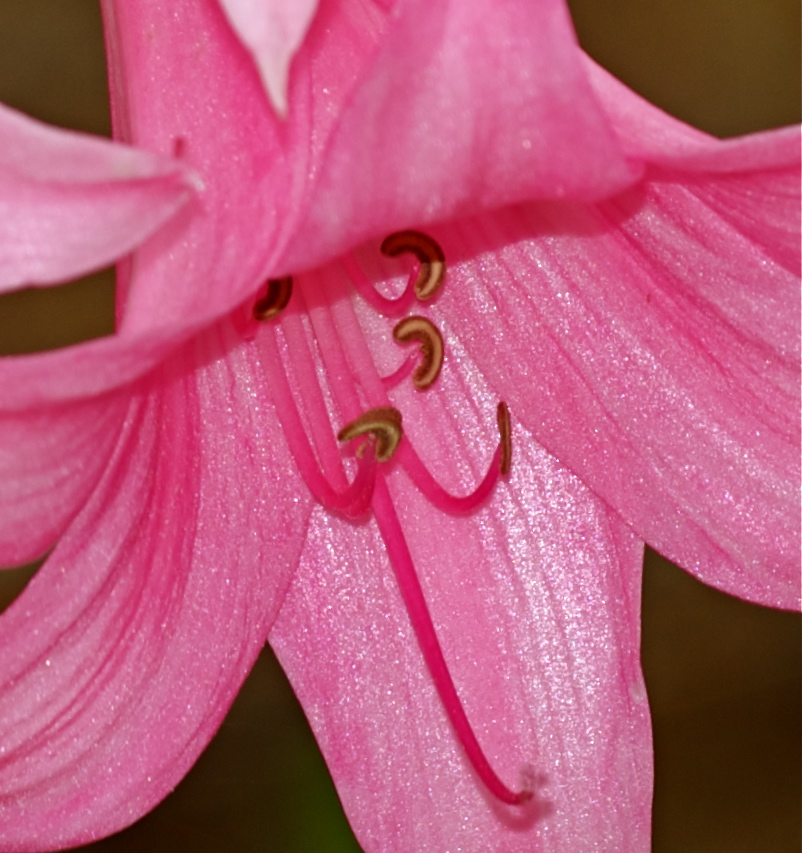
Detail květu A. belladonna
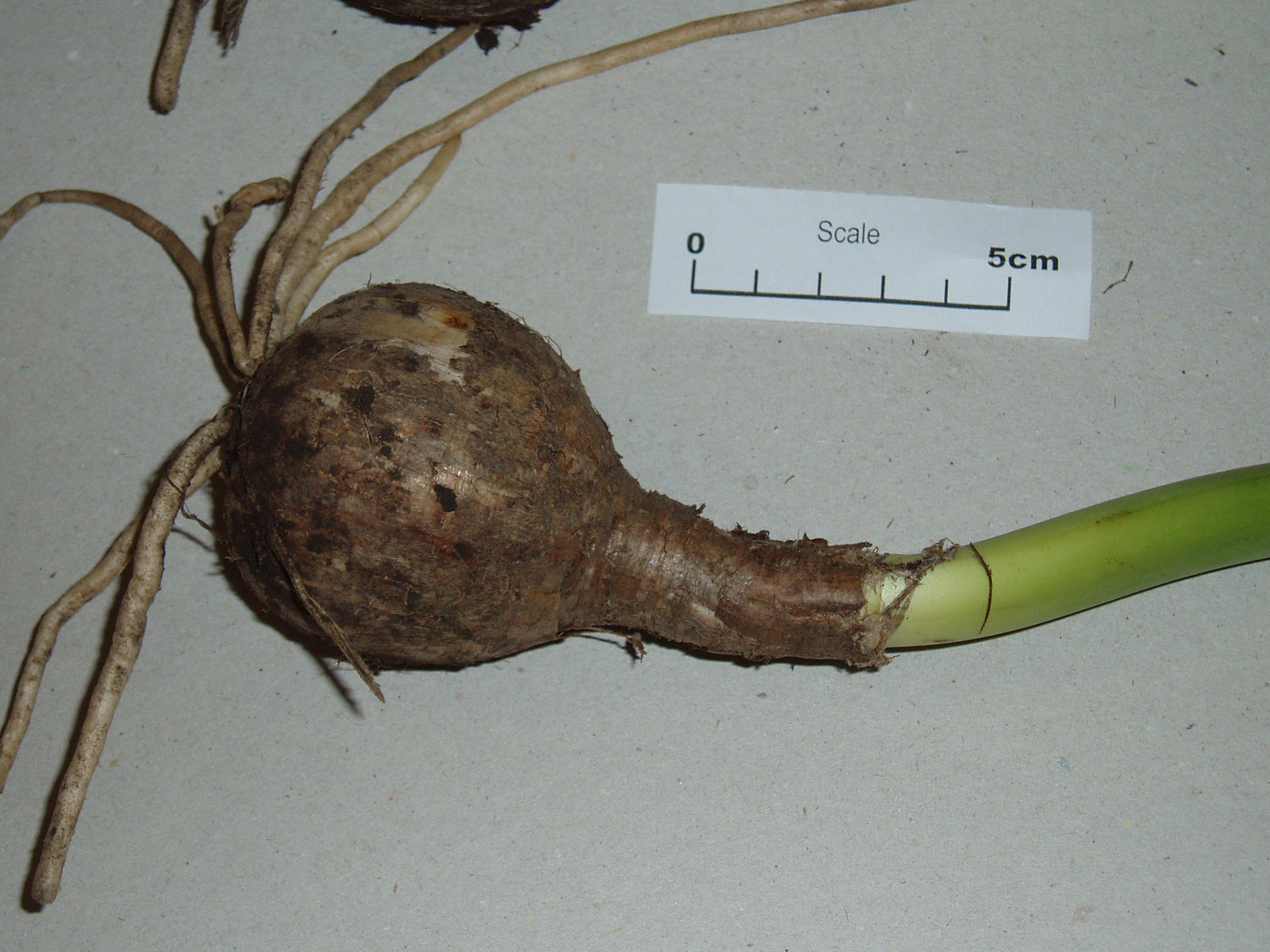
Cibule A. belladonna

### Rozdíl mezi amarylkou a hvězdníkem
Ačkoliv byl rozdíl mezi rody Amaryllis a Hippeastrum definitivně potvrzen již v 80. letech 20. století, název Amaryllis se i v komerční sféře dále zatvrzele používá k označení různých kulturních hybridů rodu Hippeastrum zejména holandského původu.
Je proto vhodné jmenovitě uvést základní rozdíly mezi oběma rody. Květy různých kultivarů amarylek se pohybují v barevné škále od téměř bílé po různé odstíny růžové, mohou však být i žíhané. Stvol květenství je plný, cibule spočívá těsně pod povrchem. Semena jsou bílá nebo růžová, kulovitá a dužnatá, zhruba o velikosti hrachu. Naproti tomu květy hvězdníků mají barevnou škálu podstatně širší, mohou být i oranžové, žluté, zelenavé, sytě červené ap. Stvol je dutý, cibule většinou částečně vyčnívá z půdy. Semena jsou černá nebo hnědá a plochá, papírovitá. Další rozdíly se týkají kvetení. Amarylky kvetou v pozdně letním až podzimním období v neolistěném stavu, naproti tomu hvězdníky kvetou v zimě nebo v předjaří a často mají v té době už i listy.

## Rozšíření a ekologie
Rod amarylka zahrnuje pouze 2 druhy, které jsou oba endemity jihoafrického Kapska. Druh Amaryllis belladonna je přirozeně rozšířen v provincii Západní Kapsko, vlivem pěstování však zdomácněl i v dalších klimaticky příhodných částech světa, jako je Austrálie, Nový Zéland, Kalifornie, Mexiko nebo jihozápadní Evropa.
Ve své domovině roste v biotopech známých jako fynbos a strandveld. Jedná se o oblasti s horkým, suchým létem a zimními dešti. Kvete v závěru horkého léta, připadajícím zde na únor až březen. Biotopy jsou ovlivňovány periodickými požáry vegetace.
Druh Amaryllis paradisicola byl objeven v roce 1997 v suché, téměř pouštní oblasti Richtersverd na severozápadě provincie Severní Kapsko a popsán byl o rok později. Tento druh kvete až po silných podzimních deštích.

## Ekologické interakce
Silně vonné květy Amaryllis belladonna jsou opylovány převážně můrami, zejména lišaji. Květy nejvíce voní ve večerních hodinách. Přes den je někdy navštěvují drvodělky, případně i jiné druhy včel. Těžká semena jsou z tobolek, umístěných na dlouhém stvolu, vytřásána větrem do okolí rostliny. Tímto způsobem se v přírodě přirozeně vytvářejí husté skupiny rostlin.
Listy amarylek se živí housenky některých druhů můr, v Americe např. Xanthopastis timais, v Asii Polytela gloriosae, Brithys crini a Spodoptera picta, ve východní Africe Diaphone lampra.

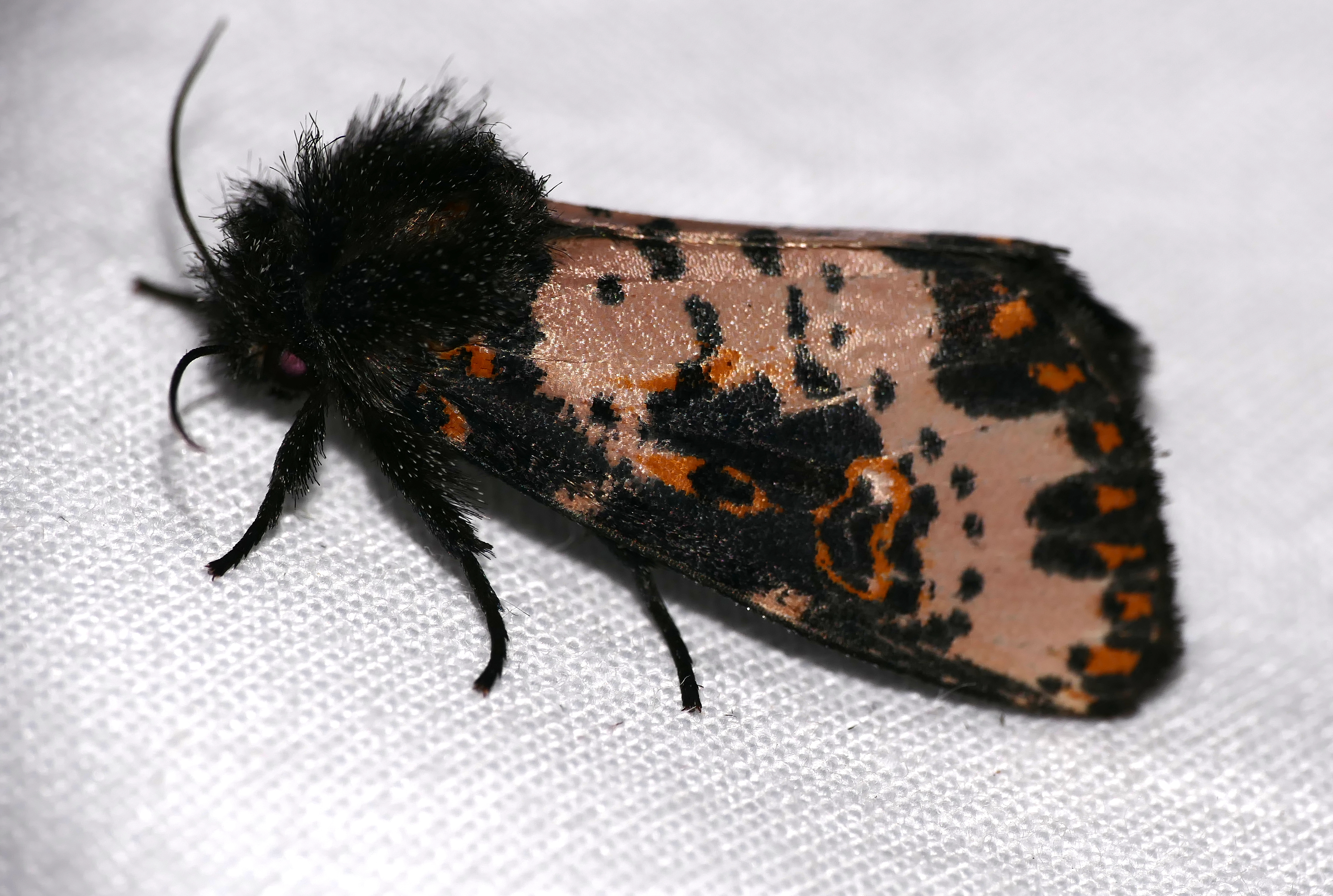
Můra Xanthopastis timais
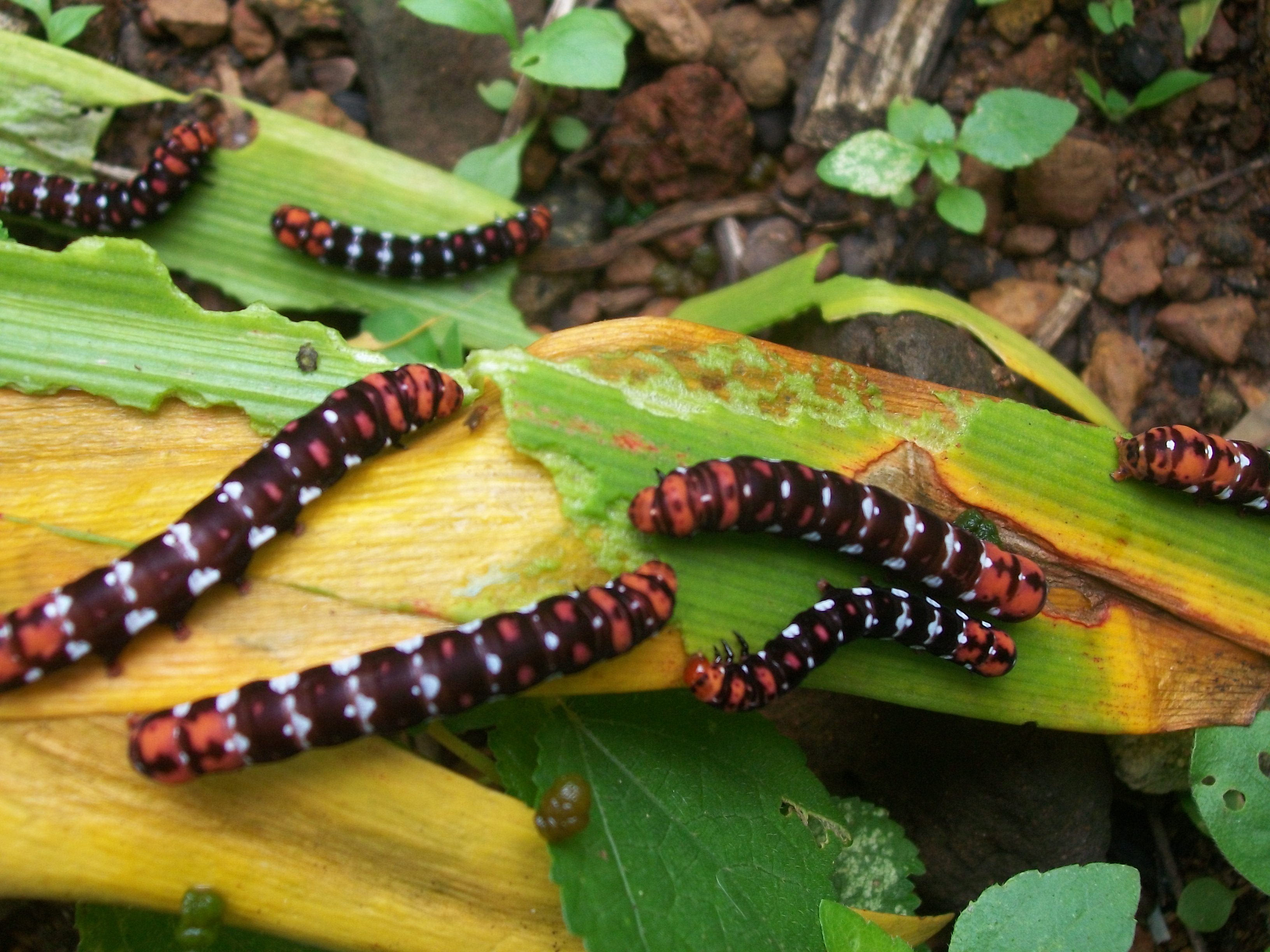
Housenky můry Polytela gloriosae na amarylce
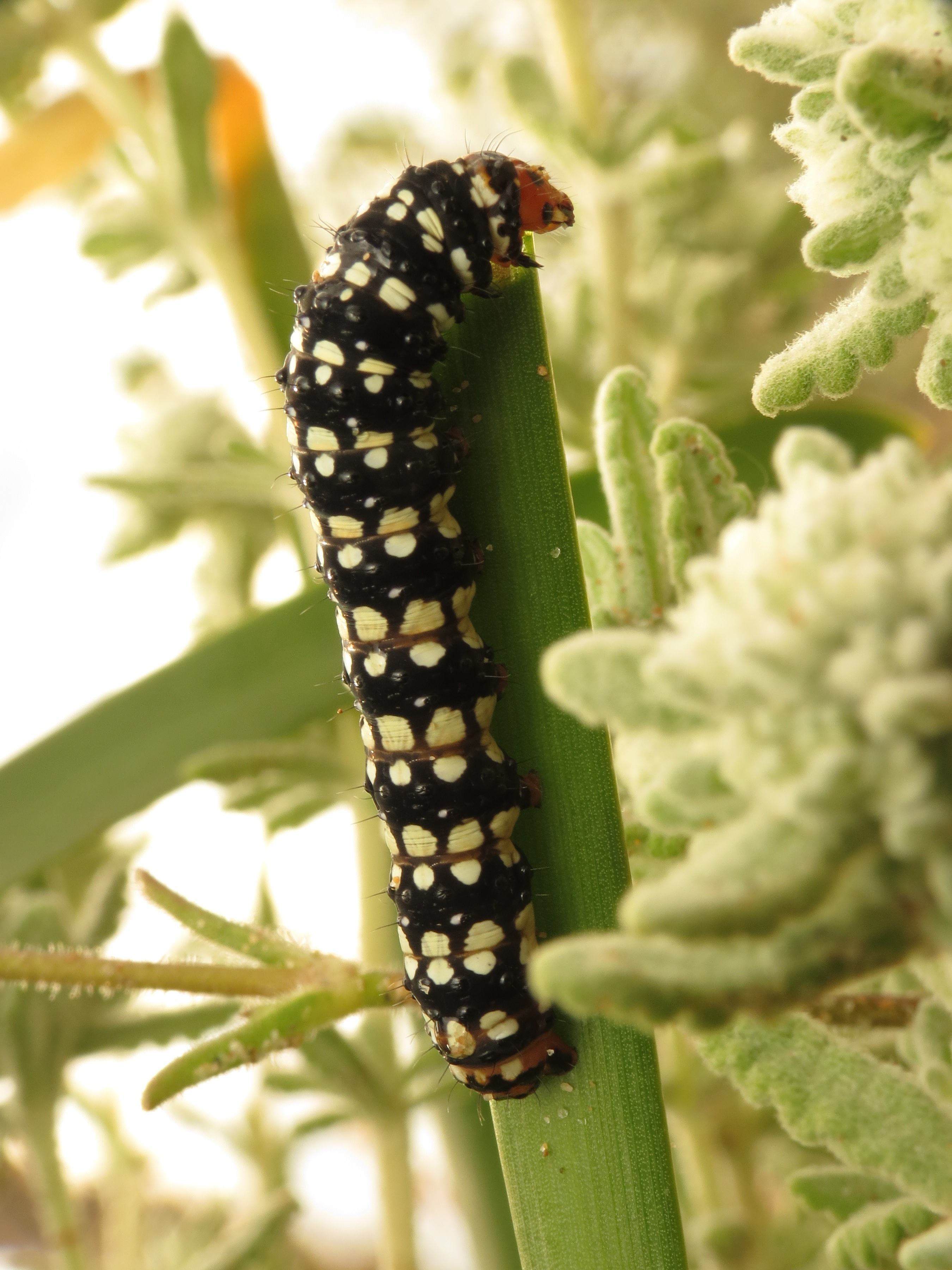
Housenka můry Brithys crini

## Obsahové látky a jedovatost

Strukturní vzorec lykorinu

V listech, cibulích i stvolech A. belladonna byly zjištěny různé fenanthridinové alkaloidy, mezi jinými lykorin, belarmin, ambellin a undulatin. Podobné alkaloidy obsahují i jiní zástupci čeledi amarylkovité, zejména narcisy. Otravy amarylkou jsou spíše výjimečné. Projevují se zvracením, zvýšeným sliněním, bolestmi břicha, průjmem a ztíženým dýcháním. Po požití velkého množství se může dostavit sklíčenost, poruchy koordinace svalů (ataxie), křeče a snížení krevního tlaku. Otravy mají fatální průběh jen zcela výjimečně a lze je léčit symptomaticky. K symptomům podráždění trávicího traktu může přispět také obsah rafidů šťavelanu vápenatého.

## Taxonomie
Rod Amaryllis popsal Carl Linné. Ve svém základním díle Species plantarum z roku 1753 jej pojal velmi široce a zařadil do něj celkem 9 druhů. Tyto druhy jsou v současné taxonomii rozřazeny každý do jiného rodu čeledi amarylkovitých: Amaryllis belladonna, Ammocharis longifolia, Brunsvigia orientalis, Crinum zeylanicum, Crossyne guttata, Nerine sarniensis, Sprekelia formosissima, Sternbergia lutea a Zephyranthes atamasco. Na počátku 19. století již rod Amaryllis zahrnoval asi 50 druhů. Reorganizaci do tohoto systému přinesl William Herbert, který v roce 1821 přeřadil všechny druhy s výjimkou Amaryllis belladonna do jiných rodů. Od té doby rod Amaryllis zahrnoval jediný druh, a to až do roku 1998, kdy byl překvapivě objeven další druh v Severním Kapsku.
Situace ohledně identity Linnéem popsaného druhu Amaryllis belladonna se zkomplikovala tím, že v díle Species Plantarum uvedl autor u popisu druhu několik synonym, která se všechna vztahují k americké rostlině, nyní známé pod názvem Hippeastrum equestre. Po dlouhý čas tak nebylo jasné, ke kterému z obou druhů (potažmo rodů) se originální Linnéovo jméno doopravdy vztahuje. Přesvědčivé důkazy o tom, že se popis týká afrického druhu, byly přineseny ve studii z roku 1939.
Rod Amaryllis je v rámci čeledi Amaryllidaceae řazen do podčeledi Amaryllidoideae a tribu Amaryllideae. Podle výsledků fylogenetických studií představuje bazální větev daného tribu.
Mezi blízce příbuzné rody náleží pantropický rod Crinum a některé africké rody (Ammocharis, Strumaria, Brunsvigia, Nerine aj.). Naproti tomu americký rod Hippeastrum je řazen do jiného tribu a není bezprostředně příbuzný.

## Význam a pěstování

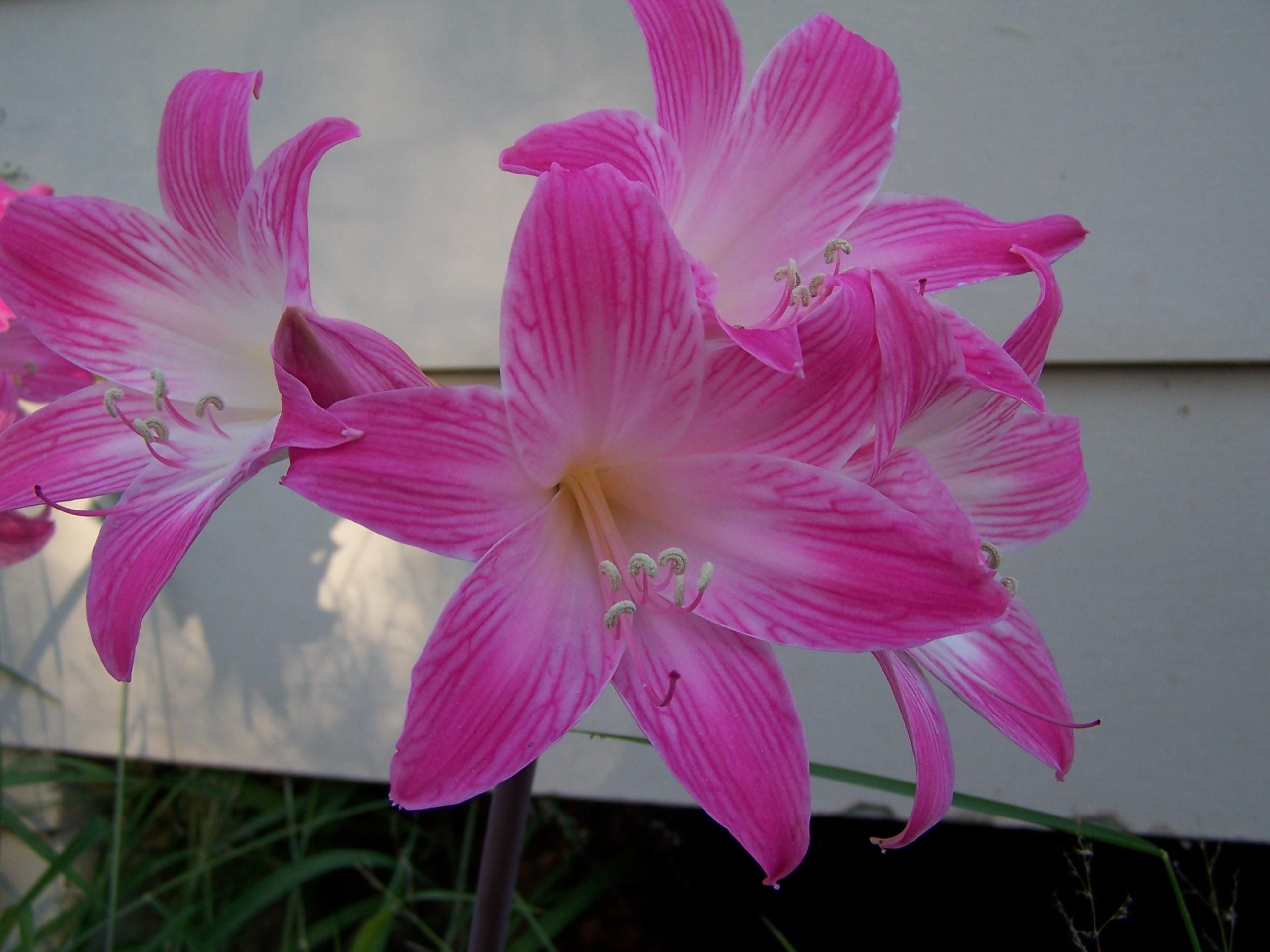
Okrasný kultivar amarylky

Amarylka Amaryllis belladonna je tradičně pěstována jako okrasná cibulovina, i když v podstatně menší míře než podobný hvězdník. V Itálii byl pěstován již v roce 1633. Bylo vyšlechtěno množství různobarevných kultivarů. Zkřížením Amaryllis belladonna s rodem Brunsvigia byl vypěstován také mezirodový hybrid, známý pod jménem ×Amarygia. Je znám také kříženec s rodem křín (Crinum) po názvem ×Amacrinum.
Amarylka vyžaduje plné slunce a propustnou, humózní půdu. Když rostlina začne na léto zatahovat, je zapotřebí výrazně omezit zálivku, a to až do doby, kdy vyrazí květenství.
Rostlinu lze snadno množit ze semen, která však musejí být čerstvá (nemají dormanci) a je zapotřebí je po dozrání brzy vysít.